# Випускний вечір

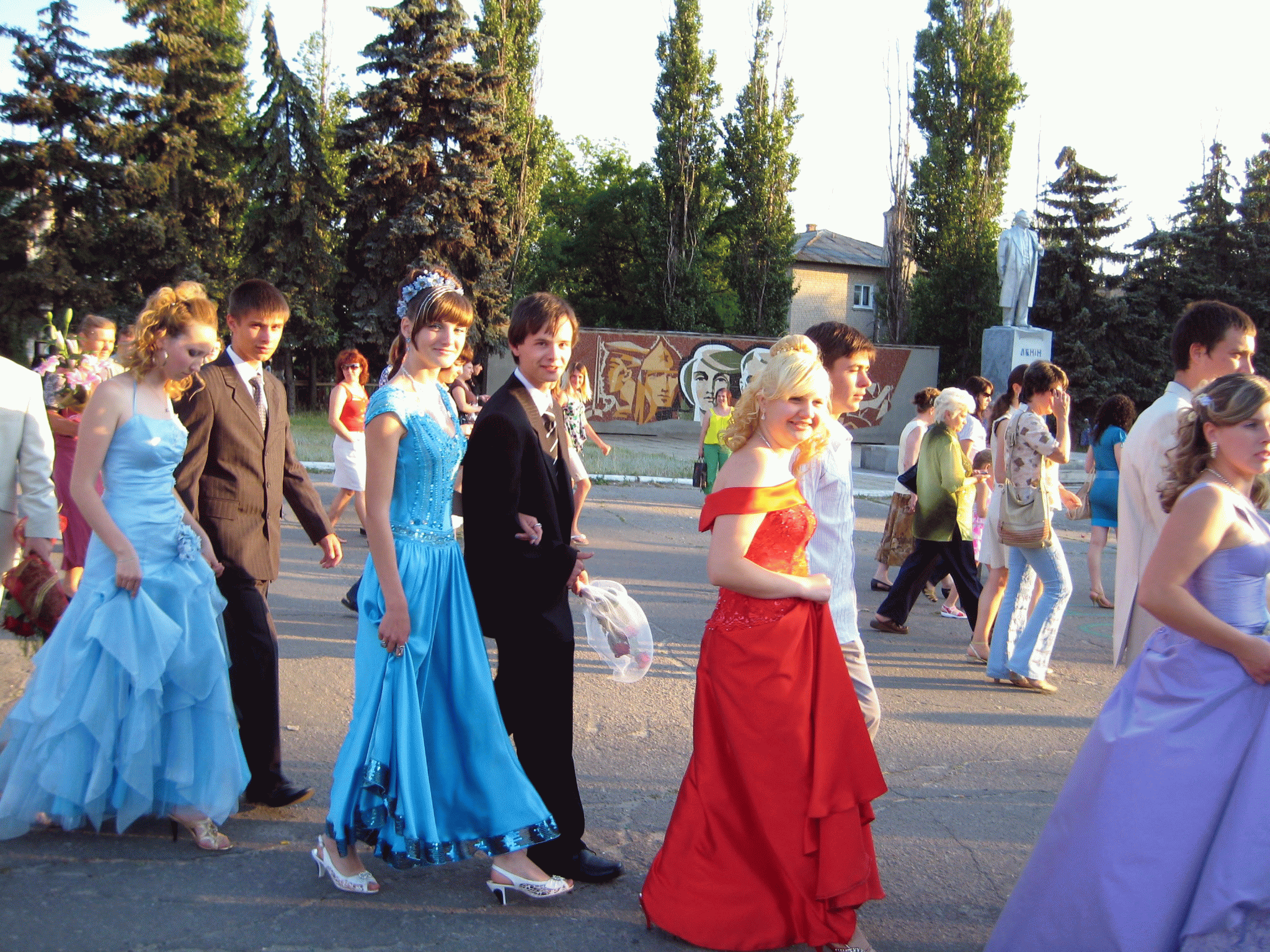
Випускники перед випускним вечором. 21.06.2008. Куп'янськ-Вузловий, Харківська обл.

Випускни́й ве́чір (бал випускників) — церемонія, пов'язана із закінченням навчального закладу. Випускні вечори зазвичай проводять у школах, коледжах, вищих навчальних закладах. Церемонія найчастіше ділиться на дві частини — офіційну й урочисту. На офіційній частині випускникам вручають атестати або дипломи. Урочиста частина пов'язана з тими чи іншими традиціями конкретного навчального закладу, в її основі часто лежить розважальна програма.